# Alveolo polmonare

Alveoli polmonari di tre lobuli

L'alveolo polmonare è una componente del parenchima polmonare. Nell'albero respiratorio si trova in posizione terminale, dopo i bronchioli polmonari, coi quali costituisce l'elemento base dell'architettura del polmone, il lobulo polmonare.

## Alveoli e bronchioli

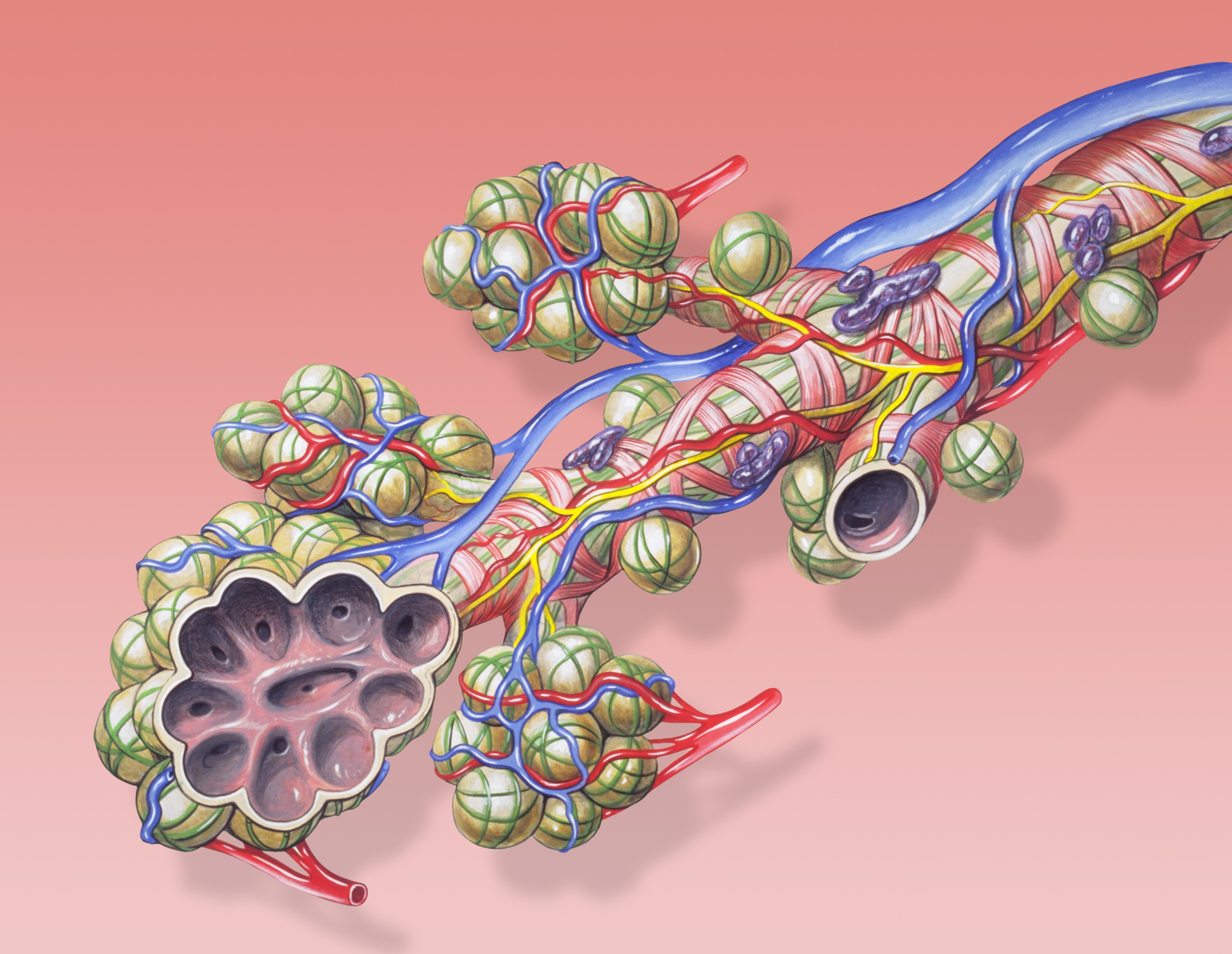
Alveoli polmonari e bronchioli

I bronchioli sono sottilissimi rami, di calibro inferiore al millimetro,che terminano con un "grappolo" detto infundibolo; questo grappolo è costituito da un gruppo di alveoli polmonari, paragonabili a dei sacchetti che hanno una sottilissima parete fatta di fibre-muscolari. Gli alveoli sono privi di cartilagine, infatti sono ricoperti solo da un unico strato di epitelio sottile che possa permettere scambi gassosi. Nei polmoni vi sono migliaia di alveoli, e questo permette di avere un'enorme superficie di scambio anidride carbonica/ossigeno (circa 75 m²) in uno spazio contenuto come la cavità toracica.

## Circolazione sanguigna
Intorno agli alveoli vi sono dei sottilissimi capillari sanguigni, che si immergono per metà nell'alveolo; questi vasi trasportano sangue ricco di anidride carbonica. All'interno dell'alveolo il sangue è separato dall'aria inspirata solo da un sottile strato di endotelio; le cellule che formano questa sottilissima membrana vengono facilmente aggirate dal sangue, che così raggiunge l'ossigeno che abbiamo introdotto nell'alveolo con l'inspirazione.
Il sangue abbandona l'anidride carbonica ed il vapore acqueo e si lega all'ossigeno: questo scambio si chiama ematosi.
I capillari, che prima trasportavano sangue ricco di anidride carbonica, adesso trasportano sangue ricco di ossigeno e vanno a raccogliersi nelle vene polmonari, che sfociano nell'atrio sinistro del cuore. Il cuore distribuirà poi il sangue ossigenato a tutto l'organismo.

## Struttura

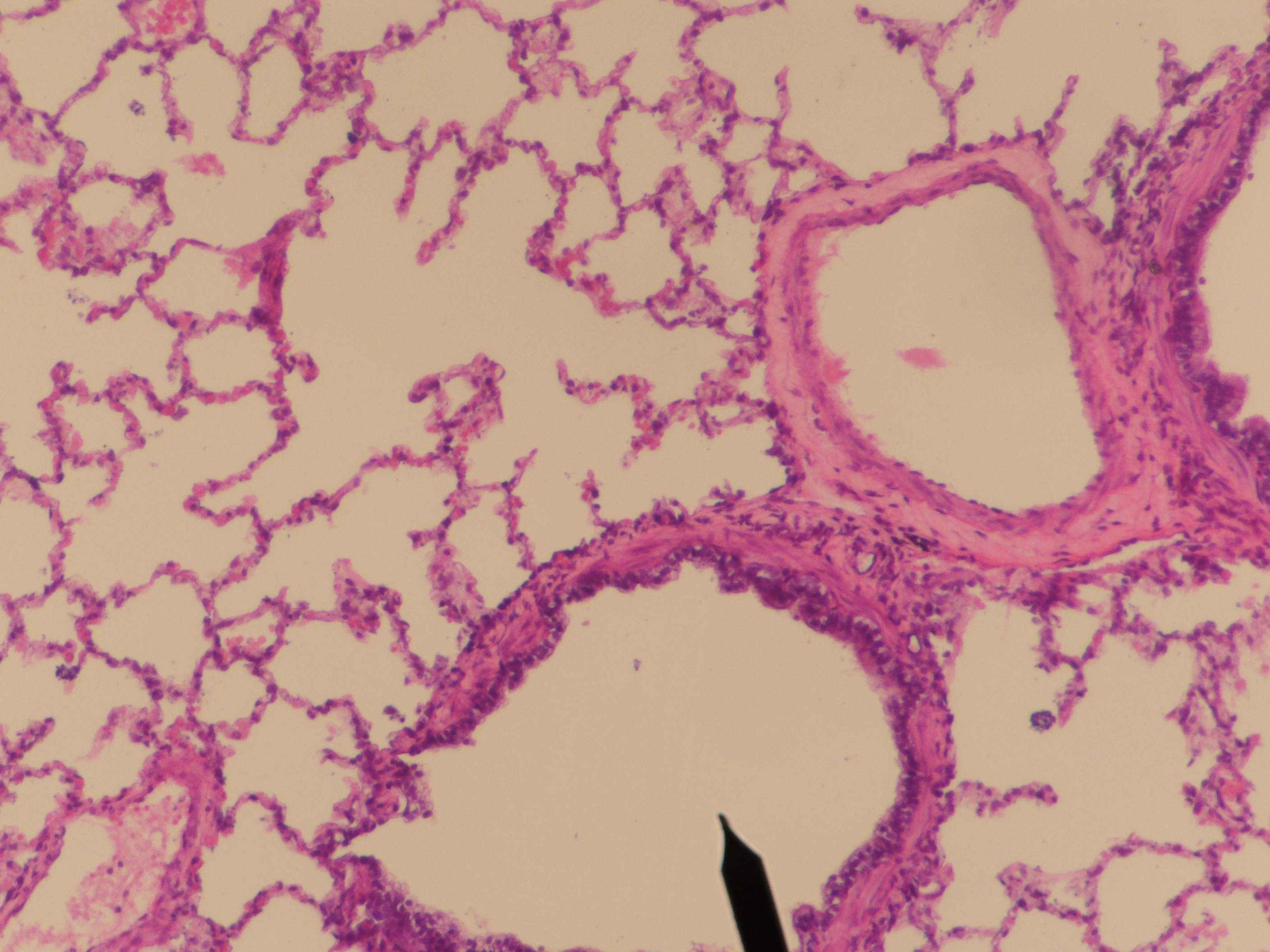
Sezione di polmone che mostra la struttura di due bronchioli e della sottilissima parete di svariati alveoli

Ogni alveolo polmonare ha la parete costituita da un epitelio pavimentoso semplice e da uno strato connettivale ricco di capillari.

### Epitelio
L'epitelio alveolare è costituito, oltre che da macrofagi, da due particolari tipi di cellule: gli pneumociti di I e di II tipo.

#### Pneumociti di I tipo
Gli pneumociti di primo tipo sono cellule molto appiattite con una parte centrale rilevata contenente il nucleo ed esili lamine citoplasmatiche che rivestono tratti estesi della superficie alveolare. Sono cellule molto estese e, seppure in numero minore rispetto a quelle di II tipo, ricoprono circa il 97% della superficie alveolare.

#### Pneumociti di II tipo

Sezione trasversale di un alveolo con capillari. Parte della sezione trasversale è ingrandita per mostrare la diffusione di ossigeno gassoso e anidride carbonica attraverso i pneumociti di tipo I e le cellule capillari.

Gli pneumociti di secondo tipo sono cellule di forma rotondeggiante e sporgenti dalla superficie alveolare. Più numerosi ma più piccoli degli pneumociti del I tipo, presentano una membrana apicale sollevata in microvilli che possono essere liberi o in parte ricoperti da espansioni degli pneumociti del I tipo.
Hanno i caratteri tipici degli elementi secernenti: un reticolo endoplasmatico ruvido ben sviluppato,  numero ribosomi e con grosse vescicole citoplasmatiche che contengono sistemi di lamelle parallele o concentriche, i corpi multilamellari che si formano a partire da corpi multivescicolari, una parte del sistema lisosomiale di queste cellule. Tali strutture si trovano vicino alla membrana con la quale si fondono per riversare all'interno dell'alveolo il loro secreto, il surfattante, una sostanza tensioattiva che impedisce l'eccessiva distensione dell'alveolo nell'inspirazione e il suo collasso nell'espirazione.

#### Macrofagi alveolari
I macrofagi alveolari (detti anche cellule della polvere o spazzini dell'alveolo polmonare) hanno un aspetto rotondeggiante e possono trovarsi sia nei setti interalveolari sia nell'epitelio sia nel lume dell'alveolo stesso. Fagocitano particelle carboniose del pulviscolo atmosferico che arriva negli alveoli con l'aria inspirata e lo depositano nei setti interlobulari.

### Connettivo e fibre
L'epitelio alveolare è sostenuto da una trama reticolare fibroelastica, nella quale è presente una fitta rete capillare derivante dall'arteria polmonare.
La componente fibroelastica forma una rete a maglie larghe frammiste a piccoli fasci muscolari lisci che si dispone intorno al colletto alveolare ed è responsabile delle proprietà elastiche del polmone, importanti sia nell'inspirazione che nell'espirazione.
Nei setti interalveolari di due alveoli contigui possono essere presenti dei pori che ne permettono la comunicazione: i pori di Kohn. Possono esserci da 2 a 7 pori per ogni alveolo e hanno un diametro di 2-10 µm. Sembra che il loro ruolo sia di permettere il passaggio di aria tra gli alveoli nel caso i condotti alveolari si ostruiscano.

## Barriera sangue-aria
L'endotelio dei capillari e l'epitelio alveolare (che formano la parete alveolare) stabiliscono, per tratti estesi, un intimo rapporto attraverso le rispettive membrane basali e costituiscono la barriera aria-sangue. La superficie di un capillare è a contatto con più alveoli, anche di acini diversi. Questa barriera permette, senza consumo di energia, gli scambi gassosi tramite i quali l'aria inspirata cede ossigeno al sangue, che da venoso diventa arterioso, mentre l'anidride carbonica fuoriesce dal sangue e passa nell'alveolo dal quale, con l'espirazione, viene eliminata nell'ambiente esterno.
La barriera varia da uno spessore di 0,2 µm a 2 µm in quanto è formata da:
- l'epitelio alveolare con uno spessore minimo di 0,05 µm;
- la lamina basale dell'epitelio alveolare e dell'endotelio capillare (spesso fuse in un'unica lamina) con uno spessore minimo di 0,1 µm;
- l'endotelio capillare con uno spessore minimo di 0,05 µm.